# XB-29-BO

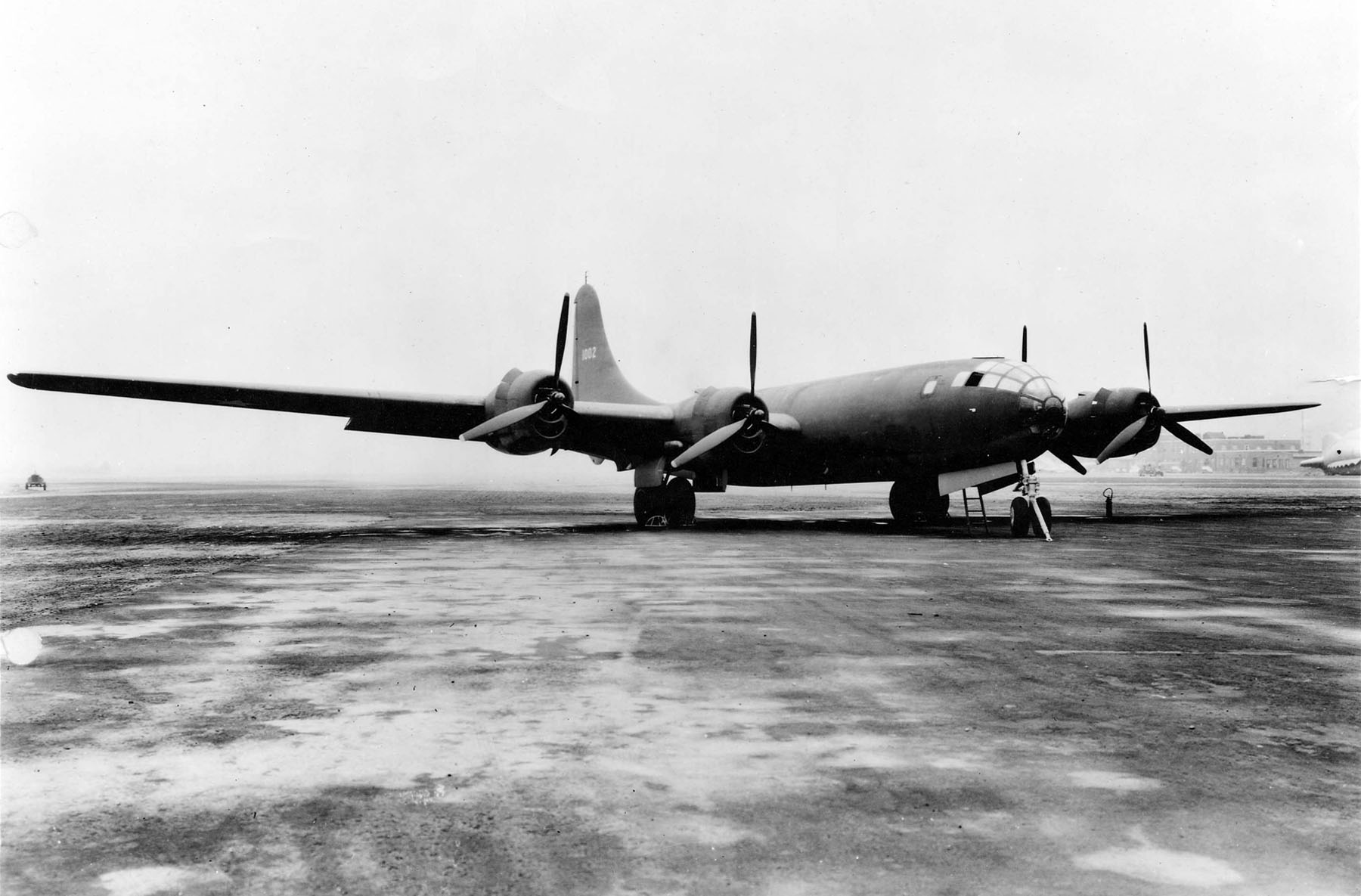
XB-29-BO 1号機 (41-002)

XB-29-BO（エックスビー29ビーオー）はアメリカ合衆国のボーイング社が設計・製造した大型戦略爆撃機B-29 スーパーフォートレス（Superfortress）の試作1号機。
B-29スーパーフォートレス（Superfortress）の試作1号機として、1942年9月ワシントン州シアトルのボーイング社工場で完成し、製造番号41-002を与えられた。量産機とはいくつか相違点があり、機体塗装がオリーブドラブであるほか、機体側面の照準用窓の代わりに当初予定されていたスペリー製銃塔用の小型風防が機首上面と胴体後部に設けられていた。9月21日、民間テストパイロットのエディ・アレンと彼のチームによってテスト飛行が行われ高い評価を受けた。試作機はこのほか3機製作され、ボーイング社で製作された試作3号機（製造番号41-8335）がB-29の量産モデルに採用された。
テスト終了後は第58爆撃団に引き渡されたが、基礎開発契約に伴い1943年11月にはボーイング社に貸与された。